# Všechovice, Přerov
Všechovice là một làng thuộc huyện Přerov, vùng Olomoucký, Cộng hòa Séc.